# 陈家坝镇 (北川县)
陈家坝镇，是中华人民共和国四川省绵阳市北川羌族自治县下辖的一个乡镇级行政单位。原为陈家坝乡，2016年撤乡设镇。

## 行政区划
陈家坝镇下辖以下地区：
陈家坝社区、龙湾村、双堰村、大兴村、红岩村、大竹村、小河村、青林村、平沟村、樱桃沟村、通宝村、老场村、西河村、金鼓村、太洪村、勇敢村、龙坪村、马鞍村和四坪村。